# روبرتو نيكولاس ساوسيدو
روبرتو نيكولاس ساوسيدو (بالإسبانية: Roberto Nicolás Saucedo)‏ هو لاعب كرة قدم أرجنتيني في مركز الهجوم، ولد في 8 يناير 1982 في سانتا في في الأرجنتين. لعب مع أرجنتينوس جونيورز ولاسيرينا ونادي ديبورتيفو تولوكا ونيولز أولد بويز.

## وصلات خارجية
- روبرتو نيكولاس ساوسيدو على موقع قاعدة بيانات كرة القدم.إي يو (الإنجليزية)
- روبرتو نيكولاس ساوسيدو على موقع AS.com (الإسبانية)